# Alaeddine Bouslimi
Alaeddine Bouslimi (sinh ngày 5 tháng 9 năm 1990) là một cầu thủ bóng đá người Tunisia thi đấu ở vị trí hậu vệ. Hiện tại anh thi đấu cho đội bóng tại Giải bóng đá vô địch quốc gia Malaysia Kelantan FA.